# 1947–1948-as magyar jégkorongbajnokság
A 11. első osztályú jégkorongbajnokságban hat csapat indult el. A mérkőzéseket 1947. december 3. és 1948. február 29. között rendezték meg a Városligeti Műjégpályán.

## OB I. 1947–1948
|    | Csapat           | M  | GY | D | V | GK     | Pont |
| -- | ---------------- | -- | -- | - | - | ------ | ---- |
| 1. | MTK              | 10 | 10 | 0 | 0 | 127–8  | 20   |
| 2. | Ferencváros      | 10 | 7  | 0 | 3 | 102–46 | 14   |
| 3. | Csepel           | 10 | 6  | 0 | 4 | –      | 12   |
| 4. | BKE              | 10 | 4  | 0 | 6 | –      | 8    |
| 5. | Budapesti Postás | 10 | 2  | 0 | 8 | –      | 4    |
| 6. | Szegedi Postás   | 10 | 1  | 0 | 9 | –      | 2    |

## A bajnokság végeredménye
1. MTK

2. Ferencvárosi TC

3. Csepel

4. Budapesti Korcsolyázó Egylet

5. Budapesti Postás

6. Szegedi Postás

## Az MTK bajnokcsapata
Barna Péter, Blaske Károly, Elek György, Endrei György, Endrei Tamás, Gergely András, Gosztonyi Béla, Helmeczi Frigyes, Hircsák István, Kenderesy Balázs, Ott Sándor, Rendi János, Sárai Endre, Szamosi Ferenc, Szeghy Ferenc, Tele Simon

## Külső hivatkozások
- a Magyar Jégkorong Szövetség hivatalos honlapja